# San Paolo di Civitate
San Paolo di Civitate ist eine italienische Gemeinde (comune) mit 5397 Einwohnern (Stand 31. Dezember 2023) in der Provinz Foggia in Apulien. Die Gemeinde liegt etwa 40 Kilometer nordwestlich von Foggia, wenige Kilometer südöstlich des Fortore.

## Geschichte
Die bergige Region war bereits in der Antike durch die Daunier besiedelt. Sehr wahrscheinlich lag die Stadt Teate (auch: Tiati) bzw. Teanum Apulum im heutigen Gemeindegebiet von San Paolo di Civitate. Es handelte sich damals um die wichtigste Siedlung in Apulien.
1043 wurde die Begründung der Baronie Civitate Ausgangspunkt mehrerer Fehden. 1053 besiegten die Normannen in der Schlacht von Civitate das zahlenmäßig überlegene päpstliche Heer.
Civitate begründete gemeinsam mit San Severo eine Diözese. 1580 wurde der Sitz nach San Severo verlegt. Heute ist San Paolo di Civitate unter dem Namen Civitate Titularbistum.
Erst im 15. Jahrhundert kam es zu der Gründung des heutigen San Paolo.

## Verkehr
San Paolo di Civitate wird von einer Nebenstrecke der Strada Statale 16 Adriatica durchquert.